# National League 1
National League 1 är den tredje högsta ligan i England för rugby union.
Från och med säsongen 2022/23 består ligan av 14 klubbar. Vinnarna kvalificerar sig till spel i RFU Championship och de tre bottenlagen flyttas ned till National Two East, National Two West eller National Two North utifrån geografisk hemvist.